# کول نیدری
کول نیدری (آرامی: כָּל נִדְרֵי) یک دعای آرامی است که در کنیسه قبل از شروع مراسم یوم کیپور خوانده می‌شود. به صورت لغوی کول نیدری یک دعا نیست ولی خواندن آن بسیار مرسوم است. خواندن کول نیدری معمولاً بسیار احساسی است و فضای مناسب را برای مراسم یوم کیپور آماده میکند. این دعا به زبان آرامی و نه عبری است و نام آن از اولین قسمت این دعا به معنی تمامی قولها نشات گرفته‌است.
کول نیدری دارای تاریخ بسیار منحصر به فردی است. در ابتدا ورود آن به مراسم یوم کیپور با مخالفت تعدادی از ربیها مواجه شد. در طول زمان نیز تعدادی ربیهای معروف با آن به مخالفت پرداختند.

## مراسم
قبل از غروب خورشید در روز یوم کیپور یهودیان در کنیسه جمع می‌شوند. دو فرد دو طرف نوشتارهای تورات را میگیرند و آن را در روبروی حذان نگه میدارند، و هر سه با هم که نمایانگر بت دین هستند میخوانند:
"به وسیله قدرت دادگاه خداوند و قدرت دادگاه زمینی، به وسیله اجازه آن که همه جا هست و به وسیله اجازه این مسئولین این مراسم، ما دعا برای گناهکاران را قانونی میدانیم."
سپس حذان دعای کول نیدری را با صدای احساسی و به صورت ملودیک به شرح زیر میخواند:
سپس آیه اعداد ۱۵:۲۶ سه مرتبه خوانده می‌شود. بعد آیه اعداد ۱۴:۲۰ سه مرتبه خوانده می‌شود.
کول نیدری به صورت دعا نیست زیرا دارای درخواستی از خداوند نیست و خطاب به او نیز نیست. از این رو کول نیدری بیشتر یک بیان فقهی است و از این رو به سه مرد برای رسمی بودن احتیاج دارد و سه بار باید تکرار شود.

## ریشه
تاریخ دقیق و نویسنده دعای کول نیدری به صورت کامل مشخص نیست. ولیکن اولین اشارات به آن به زمان گائونها باز میگردد. بعضی اعتقاد دارند که در این زمان یهودیان به زور مجبور میشدند که مسیحی شوند و از این رو دعای کول نیدری را اختراع کردند تا ابراز کنند که این گرویدن به اجبار بوده‌است.
در تورات قول دارای اهمیت زیادی است. آیه تثنیه ۲۳:۲۲-۲۴ یهودیان را از قول بدون عمل منع میکند:
یک تفسیر در مورد کول نیدری می‌گوید "لغو کردن قولها و لغو کردن سوگندها گناه ترسناکی قلمداد میشد و روحانیون یهودی اعتقاد داشتند که نزدیک شدن به روز یوم داوری با چنین گناهی کار بسیار خطرناکی است." 
در زمانی اعتقاد بر این وجود داشت که کول نیدری توسط یهودیان مارانو نوشته شده‌است که به زور به مسیحیت گرویدند. ولیکن این برداشت به نظر اشتباه میاید زیرا نوشتارهایی مبتنی بر وجود این دعا قبل از قرن ۱۵ میلادی وجود دارد. 
تغییر مهمی در دعای کول نیدری در زمانی که فعل آن از گذشته به آینده توسط ربی میر بن ساموئل تغییر یافت اتفاق افتاد. 

## استفاده توسطجنتیلها
دعای کول نیدری در بسیاری موارد توسط جنتیلها برای ثابت کردن اینکه یهودیان قابل اعتماد نیستند استفاده شده‌است. این اتهام آنقدر رایج بود که در بسیاری موارد قانونگذاران جنتیل سوگندهای یهودیان را در طبقه خاصی به نام "سوگند یهودی" قرار میدادند و آن را با سوگند مردم دیگر برابر نمی‌دانستند. بسیاری قاضیان جنتیل به یهودیان اجازه نمی‌دادند که سوگند بخورند زیرا بر اساس این دعا سوگندهای آنان را بی‌ارزش میدانستند. در سال ۱۸۵۷ دولت روسیه یهودیان را مجبور کرد که در کتاب‌های دعای یهودی در مورد اینکه چه نوع سوگندهایی توسط این دعا باطل دانسته می‌شوند مطالبی بنویسد. 

## مخالفتهای یهودی
ربنو یروچام که در قرن ۱۴ زندگی میکرد با این دعا به شدت مخالفت کرد و اعلام کرد که یهودیان به دلیل این دعا به تعداد زیاد سوگند میخورند و قادر به شهادت دادن در دادگاه نیستند. یهودی قرائی، یهودا هاداسی، نیز که در قسطنطنیه زندگی میکرد از کول نیدری انتقاد کرد.